# NGC 5766
NGC 5766 é uma galáxia espiral barrada (SBbc) localizada na direcção da constelação de Libra. Possui uma declinação de -21° 23' 36" e uma ascensão recta de 14 horas, 53 minutos e 09,5 segundos.
A galáxia NGC 5766 foi descoberta em 1886 por Ormond Stone.